# 민중신학
민중신학은 1970년대 서남동, 안병무 등에 의해 시작된 진보 신학을 말한다.
민중신학에서는 출애굽기의 이스라엘 백성들이 출애굽을 한 성서적 근거로 하여, 민중을 역사의 주체와 사회의 실체로 해석하며, 안병무는 마르코 복음서를 예수가 갈릴래아에서 민중운동을 한 내용을 담은 경전으로 해석하였다. 또한 서남동은 민중신학이 예수 그리스도의 공생애를 본받아, 교회가 민중과 함께 해야 함을 주장하였다.

## 역사
1975년 김찬국, 김동길의 출소를 기념하는 3.1절 예배의 강연에서 안병무는 '민중'이라는 용어를 신학작업의 핵심틀로서 공식적으로 활용하였고, 같은 해 4월 서남동은 동일한 맥락에서 '민중의 신학'이라는 용어를 처음 사용하였다. 그리고 1979년 한국에서 열린 CCA 신학협의회에서 이러한 경향의 신학을 총칭하는 용어로서 '민중신학'을 처음으로 사용하였다. 하지만 민중신학 태동의 계기적 시점은 '민중'이라는 용어의 공식적 사용 이전인 1970년으로 거슬러 올라 간다. 전태일 열사 사건에 접한 일단의 지식인들의 신학적, 신앙적 반성이 민중신학인 것이다.
그런데 그 시점을 언제로 잡든 분명한 것은 민중신학이 한국의 역사현실, 특히 1960년대에서 70년대로 이어지는 개발독재에서 지속적으로 배제된 민중의 고난 현실에 대한, 그리고 이러한 상황에 저항하는 청년, 학생들과 노동자, 농민, 도시빈민 등의 항거에 접한 일단의 기독교 지식인들의 신학적, 신앙적 반성에서 출발하였다는 점이다.

## 개요
민중신학은, 한국사회의 변모과정 및 민중운동세력의 한국사회 인식의 발전과정을 따라 계기적으로 전개/발전된다. 그것은 민중신학이 한국 상황이라는 콘텍스트에 대한 신학적 반성임을 의미한다.
여기서는 민중신학의 전개, 발전을 설명하는데 있어 편이상 세대별 구분법을 활용할 것이다. 이는 세 단계로 나누어 설명할 수 있다: 1970년대적 콘텍스트와 80년대적 콘텍스트에 상응하는 민중신학을 각각 제1세대와 제2세대 민중신학으로, 그리고 아직은 전망에 불과하지만 그 맹아가 이미 다각도로 드러나고 있는, 90년대적 콘텍스트에 상응하는 민중신학을 제3세대 민중신학이라고 규정코자 한다. 아래에서는 제1세대와 제2세대 민중신학의 특성을 살펴보고, 마지막에서 90년대 민중신학의 전망을 다루면서 제3세대 민중신학의 특성을 다룰 것이다.

### 제1세대
대한민국의 1970년대는 권위주의적 정권에 의해 주도된 급격한 경제개발이 외형상 두드러진 성공으로 드러나던 때이다. 그런데 이 경제개발 정책은 한국사회 구성원의 일정 다수를 지속적이고 체계적으로 그 대가의 분배과정에서 배제하는, 왜곡된 발전의 틀을 구축하면서 진행되었다. 갑작스런 이농현상과 도시화, 그리고 도시를 중심으로 하는 급격한 계급/계층적 재편 과정이 있었다. 이 재편성된 계급/계층 피라미드의 가장 밑바닥에 위치하게 된 사람들. 첫 민중신학자들은 이들을 '민중'이라 불렀다.
민중신학자들이 성서와 교회에서 눈을 현실로 돌렸을 때, 그리고 어느새 광범위하게 대두한 경제개발의 희생자인 이 새로운 기층대중 집단, '민중'을 바라보았을 때, 그들은 성서 속에서만 생각했던 '고난'의 현실을 발견한다. 그 현장은 '그때 거기'의 이스라엘만이 아니라 '지금 여기'의 한국 민중의 삶이 아니었던가. 그러자 너무나 뜻밖에도 이 '한국 민중의 고난'에서 '그리스도의 고난'을 보게 된다(거듭남의 체험!). '세상 죄를 지고 가는 하느님의 어린 양' 그리스도의 고난이 인간의 해방을 위한 '사건'이었듯이, 민중신학자들의 눈에는 한국 민중의 고난 현실은 단순한 고난이 아니라 고난을 넘어서는 해방사건으로 보였다. '그때 거기'의 그리스도의 사건이 '지금 여기'에서 재현되는 것이다.
'권위주의적인 군부 독재정권'은 사회의 밑바닥 계급/계층을 생산/재생산하여 그들을 사회의 전 영역에서 배제하였다. 그러므로 첫 민중신학자들의 눈에는 악마적인 '권위주의적인 독제체제'가 보였고, 그것으로부터의 해방이 곧 민중 해방의 실마리였다. 그런데 그 일은 누가 하는가? 지식인이? 아니! 콘크리트 속의 그리스도가? 아니! 그 일은 바로 민중이 한다. 왜냐하면 (박제된 자의 하느님이 아니라) 산 자의 하느님은 민중 속에, 아니 민중사건 속에 그리스도의 영(氣)을 부으셨기 때문이다. 지금은 '아직 아니'지만 역사의 주체인 민중은 그리스도의 해방사건을 일으킬 것이다. 민중이 '봉기'하는 날, 그날은 그리스도의 날이다.
이렇게 제1세대 민중신학자들은 한국 민중의 고난, 그리고 이에 대한 민중의 항거를 '민중사건'으로 신학화한다(사건의 신학). 그런데 자신들, 지식인은 무엇인가? 그들이 볼 때, 역사의 주체는 전혀 될 수 없다. 그것은 고난당하는 자의 몫이다. 그렇다면 자신들(지식인)은 도대체 무엇인가? 회개해야 할 자, 그래서 그 '사건', 아직은 보이지 않고, 왜곡된 이데올로기에 가리워진 그 '민중사건', 그러나 지금도 계속되는 바로 그 '그리스도 사건'의 '증언자'일 뿐이다(증언의 신학). 당시의 민중운동이 지식인 명망가 중심으로 전개되고 있었고, 기층대중 자신에 의한 역할은 미미하던 때이니, 어쩌면 이는 역설적인 실천론일지도 모른다. 그러나 첫 민중신학자들은 자신들의 한계를 보았고, 기층대중의 고난으로 구원받을 수 있을 뿐인, 다만 그 사건을 증언할 뿐인 존재로서 고백했던 것이다.
이러한 신학을 민중신학자들은 '민중의 눈으로 신학하기'라는 동적인 용어로서 풀어 쓴다. 이른바 '정통신학'은 '정'적인 신학이었다. 여기에는 '사건'이 없다. 다만 박제되고 죽어버린 '말씀'만 있을 뿐이다. 저들의 이른바 '말씀'은 사실 '지배자(억압자)의 눈으로 바라본 신학'에 다름 아니다. 그래서 민중신학자들은 이를 '해체'한다. 돌 위에 돌 하나도 남게 하지 않기 위하여.
그런데 두 가지 문제가 생겼다. 하나는 콘크리트 사이사이에 생명의 풀씨가 스며들어 자라고 있을지도 모른다는 것. 모든 것을 해체하다가는 그 살아 있는 것마저 죽여야 할지도 모르는 판이었다. 다른 하나는 무너진 '옛성전'을 대체할 '새성전'을 어떻게 세우느냐의 문제다. 궁극적인 것이야 물론 하느님의 몫이겠지만, 그것의 과도기인 지금엔 잠정적인 것이라도 있어야 하지 않는가. 이 잠정적인 것을 어떻게 지을지, 재료는 무엇이고, 그 재료들을 어떻게 배치할지 등등.
첫 민중신학자들의 '산 것'의 추구는 끊임없는 해체의 도상에 자신을 세우는 것만으로는 불충분했던 것이다. 그러나 첫 번째에 대하여 그들은 대답을 유보했고, 두 번째에 대하여는 '거부', 즉 '프로그램'은 불필요하다고 선언했다(개념화는 '산 것을 다시 죽이는 일이다'라고). 이것은 민중신학이 실천이론화하는 길을 막는 장애가 되었다.
그리고 시간이 흘렀다.

### 제2세대
1980년은 대한민국의 민중운동사에서 커다란 점환점이 된 해이다. 70년대 민중운동이 민중 자신에 의해 주도되기보다는 지식인에 의한 증언 내지는 계몽의 성격을 지닌 데 반해(민중 자신에 의한 민중운동은 미미한 상태였는데, 당시 민중 자신에 의한 운동의 주요 역할자는 노동집약적 경공업에 종사하는 10∼20대 여성노동자였다), 80년대는 대단위 중화학 공업에 종사사는 20대 후반∼30대 남성노동자에 의한 민중운동이 급속히 성장한다. 물론 노동자들의 민중운동 못지 않게 농민/도시빈민 등의 여타 기층대중의 운동도 크게 성장했고, 학생/지식노동자 및 그밖의 각층의 대중적 민중운동도 여전히 혹은 새롭게 발전하고 있었다. 또한 그 성격에 있어서도 이른바 '변혁적'/'계급적' 성격을 갖게 된다. 이것은 역사와 사회에 대한 총체적인 인식이 생겼음을 의미한다. 제국주의의 신식민지 예속화 전략과 한국 자본주의의 전개 형태가 문제되기 시작했다.
이런 변화된 상황에서 70년대적 민중신학은 그 실효성을 점차 상실한다. 이에 따라, 여타 민중계열 이론들의 자기 변신과 더불어, 이른바 '변혁적 민중신학' 혹은 '제2세대 민중신학'이라 불리는 경향이 등장한다.
여기서는 당시 변혁적 실천이론의 배타적인(유일한) 영역이라 여겨지던 마르크스주의와의 결합이 문제시된다. 제1세대 민중신학자들이 '역사의 주체'라고 부르던 '민중'의 정체가 이제 노동자계급을 중심으로 그려졌다. 선배 민중신학자들이 막연히 '독제체제'라고 보았던 지배체제가 제국주의 세력과 국내 자본가 세력으로 '확연히' 그 모습을 드러냈다(경제중심적 총체적 역사/사회 인식). 이들이 교묘하게 결합하여 구축해낸 한국자본주의 사회는 노동자계급을 모순의 핵심적 담지자로, 그리고 그밖의 기층대중과/또는 중산층적 중간제계층을 모순의 주변적 담지자로 만들었다. 그렇다. '역사의 주체 민중'은 바로 노동자계급을 중심으로 하는 '계급동맹'이 아닌가?.
1세대 민중신학자들이 보았던 '(민중)사건'이란, 다름 아니라, 노동자계급 중심의 계급투쟁이었다. 이것이 '사건'의 실체였다. 아니 사건이라기보다는 '운동', 목적의식적이고 변혁적인 프로그램을 갖는 실천이라고 보는 것이 옳았다. 이 사건, 아니 운동을 증언하는 것은 무엇인가? 그것은 운동에 뛰어드는 것, 노동자계급 중심의 계급동맹에 참여하는 것, 자신이 어느 계급에 위치했는지를 파악하고 그에 맞게 역할하는 것이다(운동의 신학).
이 모든 것이 마르크스주의 사상에 맞아 떨어졌다. 그리스도의 민중사건이 곧 마르크스주의 운동이었다. 총체적인 사회/역사적 인식과 이에 따른 실천 프로그램이라는 '운동복'을 입게 되었다. 그런데 여기서 선배로부터 물려받은 미해결의 문제가 다시금 장애물로 나타난다. 정통신학/신앙이라는 콘크리트를 모두 해체해야 하는가?
두 입장으로 갈라졌다. 하나는 콘크리트 속에는 '살아 있는 것'이 없다는 주장이다. 그러니 다 해체해야 한다는 것이다. 그러기 위해서는 땀을 많이 흘릴 터이니 속옷까지 '운동복'으로 맞춰 입어야 한다는 것이다(기독교의 최종적 해체론; 새로운 아이덴티티). 다른 하나는 '살아 있는 것'이 있다/많다는 주장이다. 다 해체하기보다는 오히려 '살아 있는 것'이 더욱 잘자라 콘크리트를 뒤덮게 하자는 것이다. '운동복'은 겉옷으로 족하다는 것이다(기독교 갱신론).
그런데 또 다른 장애물이 나타났다. 엄청나게 커다란 바위 덩어리였다. 거기에는 "'운동복' 자체가 잘못 디자인돼 있으니 옷을 갈아 입지 않으면 넘을 수 없음"이라고 씌어 있다. 실제로 몇이 그 바위를 넘어보려 했으나 허사였다(경직된 총체적 역사.사회관의 문제; 실천이론의 사실상의 부재). '유연하게' 움직이도록 하는 '운동복'이라야 넘어가는 것이 가능할 듯하다. 앞에서 두 번째 주장을 편 쪽이 먼저 '운동복'을 갈아 입겠다고 했다. 그들은 복고풍의 옷(정통신학/신앙)을 선호했다. 첫 번째 주장을 편 쪽에서는 '운동복'의 일부를 고쳐보려 했다.
그러는 중에 다시 낮이 가고 밤이 또 지났다.

### 90년대
90년대의 새로운 유행어가 있다. 이른바 '신사고'의 물결. 지금까지는 프롤레타리아를 중심으로 하는 '단 하나'의 운동(계급투쟁)이 있었고, 그것은 국가적(일국적/전국적) 범위'만'을 갖는 것이었다(예: 민주화, 민족해방, 민중민주주의). '신사고'는 계급투쟁이나 국가적 차원의 운동을 부정하지는 않는다. 다만 '단 하나'니 '만'이니 하는 용어를 해체한다. 그 대신 신사고는 국제적인 연대망의 운동'들'(예: 평화운동, 환경운동)에서 (협역화된) 지역운동'들'까지 다양한 실천들에, 그리고 다양한 계층적, 계급·계층복합적 실천들에 '**운동'이라는 세례명을 부여한다. 요컨대 90년대적 콘텍스트는 국가적, 계급적 영역뿐 아니라 국제적, 지역적, 그리고 계층적, 계급·계층복합적인 영역으로 지평확대가 이루어진다.
지금까지의 여정에서 민중신학의 실천주체들이 다양해졌을 뿐 아니라 실천주제도 다변화하였다. 더욱이 '신사고'의 시대는 새로운 주제를 민중신학에 부여하기까지 했다. '주체의 다양화'와 '주제의 다변화', 이것은 90년대를 맞는 민중신학의 현실이다.
이를 받아들이지 않는 한, 민중신학의 '산 것에의 추구'는 명목만 남을 뿐, 그 실체는 사라져버리고 만다. '지금까지 민중이라던, 역사 구원의 주체라던 그들이 언제 그런 역할을 했으며, 그럴 가능성이라도 있는가'라는 회의가 곳곳에서 표출되고 있지 않은가? 주장하는 것이 역사 속에서 검증되지 않을 때, 그 실효성, 실천이론으로의 가능성은 사라진다. 다행히도 변화된 콘텍스트 인식은 우리에게 탈출구를 비춰주는 조명이 된다: 국제적, 국가적, 지역적 콘텍스트와 계급적, 계층적, 계급·계층복합적 콘텍스트에 대한 인식.
예컨대 교회는 지역적이고 계급·계층복합적이다. 그리고 이른바 기독교 사회운동은, 기존의 국가적이고 계급적인 유형에서 다양화하여, 국제적, 국가적, 지역적인 영역과 계급적, 계층적, 계급.계층복합적인 영역이 교차하는 9개의 유형에 골고루 분포하여야 한다. 또한 연합체로서의 '교회'(예: 교회협의회)는 국가적이거나 국제적이며 동시에 계급·계층복합적인 영역을 가져야 한다.
여기서 신앙의 문제는 사회적 실천과 분리된 담론으로 발전해서는 안된다. 위의 도표에서 보듯이, 신앙은 다양화된 주체 및 그런 주체의 사회적 실천을 포괄하는 신학을 통해 해명되어야 한다. 그래야만 신앙의 '신비'는 민중신학에 걸맞은 모양을 갖추게 되리라고 본다.
그리고 당장은 전망이 불투명하더라도 총체적인 역사와 사회에 대한 인식 전망 자체를 부정할 필요는 없다고 생각한다. 왜냐하면 여전히 민중 억압의 사회적 기제들은 구조화되어 있기 때문이다. 다만 그 인식은 이미 해명된 것이 아니라 앞으로 해명되어 가야할 '열린 과제'다. 그리고 그것이 해명돼 가는 과정은 하느님 나라의 도래를 기다리는 자세로 추구되어야 할 것이다.

## 평가
민중신학은 Minjung theology이라는 신학용어가 있을 정도로 세계교회에서 크게 주목받은 한국교회 고유의 신학이다. 복음주의적인 거의 대부분의 한국교회는 신학적인 관점과 성경해석의 차이로 인해 민중신학을 인정하지 않았다. 하지만 정작 한국교회에서 민중신학이 지금도 소수의 신학자들에 의해 겨우 명맥이 유지될 정도로 엄청난 탄압을 받았는데, 이는 군사독재정권과 기독교 근본주의를 옹호해온 한국교회로서는 군사독재에 반대하고, 민중의 편을 드는 민중신학이 쉽게 받아들여지기 어려웠기 때문으로 보인다.

## 같이 보기
- 안병무
- 이만열 (2003년 6월~2006년 8월 국사편찬위원회 위원장)
- 해방신학
- 민중사학
- 인민
- 민중 (또는 인민대중)
- 민중민주주의 (또는 인민민주주의)
- 프롤레타리아
- 프롤레타리아 혁명
  - 프롤레타리아 독재
- 좌파 민족주의 (한국민족문화대백과사전 "민족주의" 항목 참조)
- 마르크스주의
- 레닌주의
- 마르크스레닌주의
- 인민대중제일주의